# Charles Ferdinand Ramuz
Charles Ferdinand Ramuz (Lausana, 24 de setembre de 1878 — Pully, 23 de maig de 1947) va ser un escriptor suís.
Va viure a París entre 1902 i 1914 i a la seva tornada a Suïssa va participar en la revista literària Cahiers Vaudois (1916). Va conrear tant la poesia com la narrativa i l'assaig.

## Obres

### Poesia
- Le petit village (1903)
- Chansons (1914)

### Narrativa
- Aline (1905)
- Présence de la mort (1923)

### Assaig
- Questions (1935)